# Liga Mexicana 1904/05
In 1904/05 werd het derde seizoen gespeeld van de Liga Mexicana de Football Amateur Association, de hoogste voetbalklasse van Mexico. Pachuca AC werd kampioen.

## Eindstand
| Plaats | Club                | Wed. | W | G | V | Saldo | Ptn. |
| ------ | ------------------- | ---- | - | - | - | ----- | ---- |
| 1      | Pachuca AC          | 8    | 5 | 2 | 1 | 10:4  | 12   |
| 2      | British Club        | 8    | 6 | 0 | 2 | 14:9  | 12   |
| 3      | Reforma             | 8    | 3 | 2 | 3 | 12:9  | 8    |
| 4      | Mexico Cricket Club | 8    | 3 | 2 | 3 | 7:12  | 8    |
| 5      | Puebla AC           | 8    | 0 | 0 | 8 | 0:9   | 0    |

|  | Kampioen |

### Kampioen
| Liga Mexicana de 1904/05    |
| Mexica                      |
| --------------------------- |
| PACHUCA Kampioen (1° titel) |

## Topschutters
| Speler            | Speler         | Goals | Club         |
| ----------------- | -------------- | ----- | ------------ |
| Vlag van Engeland | Percy Clifford | 5     | British Club |